# Vacovice
Vacovice (en allemand : Watzowitz) est une commune du district de Strakonice, dans la région de Bohême-du-Sud, en République tchèque. Sa population s'élevait à 51 habitants en 2020.

## Géographie
Vacovice se trouve à 17 km au sud-ouest de Strakonice, à 55 km au nord-ouest de České Budějovice et à 115 km au sud-sud-ouest de Prague.
La commune est limitée par Dřešín à l'ouest et au nord, par Čestice à l'est et par Čkyně au sud.

## Histoire
La première mention écrite du village date de 1467.